# 尼克·波顿
尼克·波顿（Nick Bottom）是莎士比亞名著《仲夏夜之夢》的一個角色。

## 生平

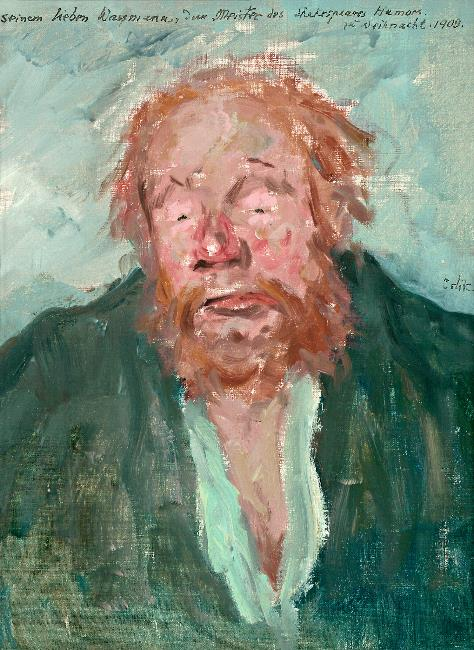
1909年演員漢斯·衛斯門在莎士比亞的仲夏夜之夢中扮演尼克·波顿這個角色

尼克·波顿是一個在Mechanicals劇院的團員，在劇院內的團員都是滑稽且有趣的，同時他們又是雅典熟煉的工藝師，他們的團員包括一位織布工，一位木匠，和一位修補金屬的工人。